# Rothbach (Moder)
Der Rothbach ist ein linker und der erste größere Zufluss am Lauf der Moder. Er ist knapp 23 km lang und hat Anteil an der Entwässerung der Nordvogesen.

## Name
Der Name des Bachs hat nichts mit der Farbe Rot zu tun, sondern leitet sich von dem Wort roden her, bedeutet also Bachlauf in Rodungsland. Heute sind die Hänge am Oberlauf aber wieder dicht bewaldet.

## Geographie

### Verlauf
Die Quelle des Rothbach liegt wenig südlich der Quelle der Nördlichen Zinsel, aber auf bereits im Elsass, oberhalb von Reipertswiller, das der erste Ort am Bachlauf ist. An zahlreichen Mühlen vorbei fließt der Bach in vielen Windungen in südöstlicher Richtung zu dem Ort Rothbach und erreicht dort die Rheinebene. Bei Bischholtz verlässt er das Gebiet des Regionalen Naturparks Vosges du Nord und fließt über Mulhausen nach Pfaffenhoffen, wo er von links in die Moder einmündet.

### Einzugsgebiet
Das Einzugsgebiet des Falkensteinerbachs ist 174,9 km² groß und besteht zu 35,40 % aus landwirtschaftliches Gebiet, zu 59,14 % aus Waldflächen und zu 5,35 % aus bebauten Flächen.

### Zuflüsse
- Ruisseau de Kindsbron[3] (Ruisseau de Kindsbronmerthal[4]) (rechts), 4,1 km
- Eckerbach (links), 3,1 km[5]
- Spielbach[3] (Ruisseau le Spielbaechel[4]) (links), 2,0 km
- Weinbaechel[3] (Ruisseau de Bruderthal[4]) (rechts), 4,6 km
- (Ruisseau le) Westermatt (links), 2,7 km[5]
- Wiedelmatt[3] (Ruisseau le Viedelmatt[4]) (links), 1,8 km
- Weihergraben (links), 2,9 km
- Kirchbachgraben (Ostruffergraben) (links), 4,6 km

## Geologie
Im Rothbachtal wird sehr hochwertiger Buntsandstein abgebaut. Die Steine mit einer Rohdichte von 2,24 t/m³ und einer Druckfestigkeit von 64,4
N/mm² werden z. B. für die Restaurierung des Straßburger Münsters verwendet und auch in Deutschland eingesetzt (z. B. Kloster Hornbach, Stadttheater Pforzheim).